# Solverde
A Solverde, também conhecida como Solverde Casinos & Hotéis, é um grupo português fundado em 1972 por Manuel de Oliveira Violas, sob a designação social Solverde - Sociedade de Investimentos Turísticos da Costa Verde S.A. Atualmente detém a concessão de cinco casinos em Espinho, Vilamoura, Monte Gordo, Algarve Casino e Chaves; e explora quatro unidades hoteleiras em Portugal.
Em Março de 2007, o Grupo Violas SGPS, maior acionista, lançou com sucesso uma Oferta Pública de Aquisição (OPA) sobre a Solverde, a 17,50 euros por cada acção, com o objetivo de controlar o restante capital e retirar a empresa turística da bolsa de valores.

Em Setembro de 2017, a Solverde abriu ao público o seu «sexto casino» do grupo, também conhecido como Solverde.pt , um investimento que terá rondado os 2 Milhões de Euros, criando cerca de 40 postos de trabalho na cidade de Espinho, sede do Grupo.